# Мертвий після прибуття (фільм, 1988)
«Мертвий після прибуття» (англ. D.O.A.) — американський трилер 1988 року.

## Сюжет
Професор коледжу Декстер Корнелл виявляє, що отруєний повільно діючою отрутою і приречений на смерть через 24 години. Мотивів злочину немає. Є лише неприборкане бажання знайти за цю добу свого вбивцю і притягнути його до відповіді. Часу замало, але живому мерцеві втрачати нічого і він не буде зволікати на своєму страшному шляху до правди.

## У ролях
| Актор             | Роль                  |
| ----------------- | --------------------- |
| Денніс Квейд      | Декстер Корнелл       |
| Мег Раян          | Сідней Фуллер         |
| Шарлотта Ремплінг | місіс Фітцворінг      |
| Деніел Стерн      | Гел Пітершам          |
| Джейн Качмарек    | Гейл Корнелл          |
| Крістофер Ним     | Бернар                |
| Робін Джонсон     | Кукі Фітцворінг       |
| Роберт Неппер     | Ніколас Ланг          |
| Джей Паттерсон    | Грем Корі             |
| Брайон Джеймс     | детектив Ульмер       |
| Джек Кехо         | детектив Броктон      |
| Елізабет Арлен    | Елейн Веллс           |
| Карен Редкліфф    | Джейн Корі            |
| Вільям Форвард    | головний резидент     |
| Лі Гідеон         | містер Фітцворінг     |
| Білл Болендер     | Нік Ленг старший      |
| Гілларі Гоффман   | дочка Корі            |
| Джон Гоукс        | Слоун                 |
| Майкл Костелло    | президент коледжу     |
| Білл Джонсон      | сержант               |
| Брент Андерсон    | Меткалф               |
| Венді Кларендон   | Барб                  |
| Марко Перелла     | таксист               |
| Джой Свон         | дівчина на обстеженні |
| Чарльз Бічем      | англійський професор  |